# Caspar Schatzger
Kaspar Schatzgeyer (1463–1527)  (* Landshut, 1463 † Munique, 18 de Setembro de 1527) foi um teólogo controversista, inquisidor e proeminente opositor de Martinho Lutero na Alemanha. Combateu energicamente  as novas doutrinas reformistas como crimes heréticos, tanto verbalmente como por escrito.

## Obras
- Scrutinium divinae scripturae pro conciliatione dissidentium dogmatum. Munique 1522. (Münster 1922)
- Von der lieben heiligen Eerung vnnd Anrüeffung Das Erst teütsch Büechlin, Item Vil mer Materien jnn jm begreyffend, dann das lateinisch vor außgangen. Munique 1523
- Von der warn Christlichen und Evangelischen freyheit ein außgedruckte erklärung mit zwelff Cristlichen leeren, und nachvolgend mit zwaintzig irrsalen den leeren widerstrebenten. Munique 1524
- Ware erklärung vnd vnderrichtung ains Artickels, die Eeschaidung betreffend. Munique 1524
- Abwaschung des unflats, so Andreas Osiander dem Gaspar Schatzger in sein antlitz gespiben hat Begreift inn ir zwo materi, Die erst von unsers lieben herrn Testament, Die ander von dem opffer der mess. Landshut 1525.
- Vom fegfeür oder volkommner Raynigung der außerwölten, Das durch die gnugthuung Christi, das Fegfeüer nit außgelescht ist. Munique 1525
- Omnia opera, reverendi ac perdeuoti patris F. Gasparis Schatzgeri, Bauari Minoritarum Ministri prouincialis, de obseruantia per superiorem Germaniam, pro synceritate fidei ac euangelicae ueritatis. Erste Gesamtausgabe. Ingolstadt 1543.